# 国務大臣 (モナコ)
国務大臣（こくむだいじん、フランス語: Ministre d'État）は、モナコの政府の長。各国の首相に相当し、政治評議会（内閣に相当）の議長を務める。行政の調整及び外交権、モナコ警察の最高指揮監督権を保持する。

## 歴史
このポストはモナコ憲法の採択に伴い、1911年に創設される。フランス・モナコ友好協力条約が2005年に締結される以前は、フランス国民しか任命できなかった。2005年以降は、モナコ人とフランス人が就くことができ、大公は任命の前にフランス政府に相談することが条件である。国務大臣は大公に責任を負い、国民議会に対し責任を負わない。

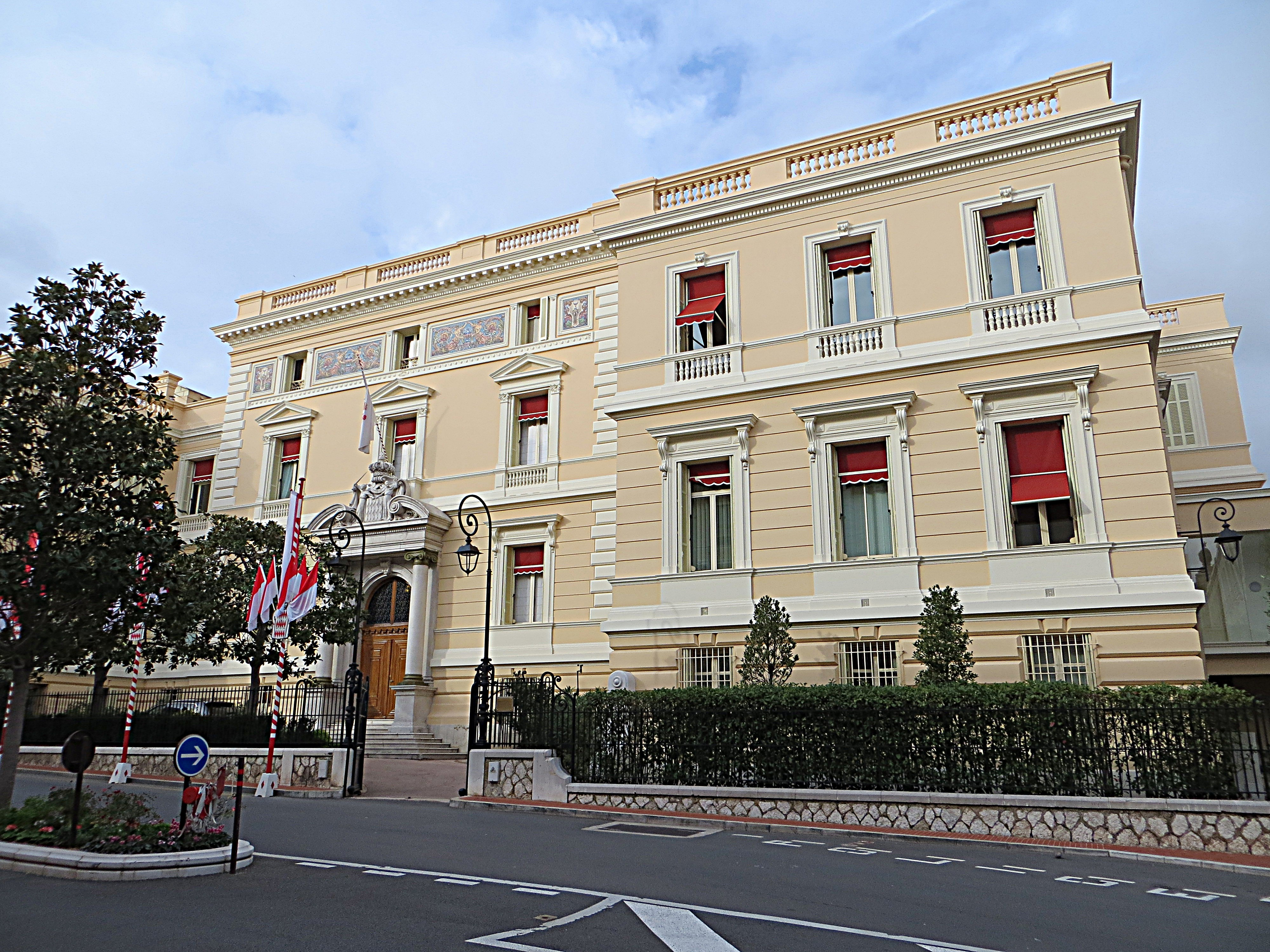
国務大臣公邸
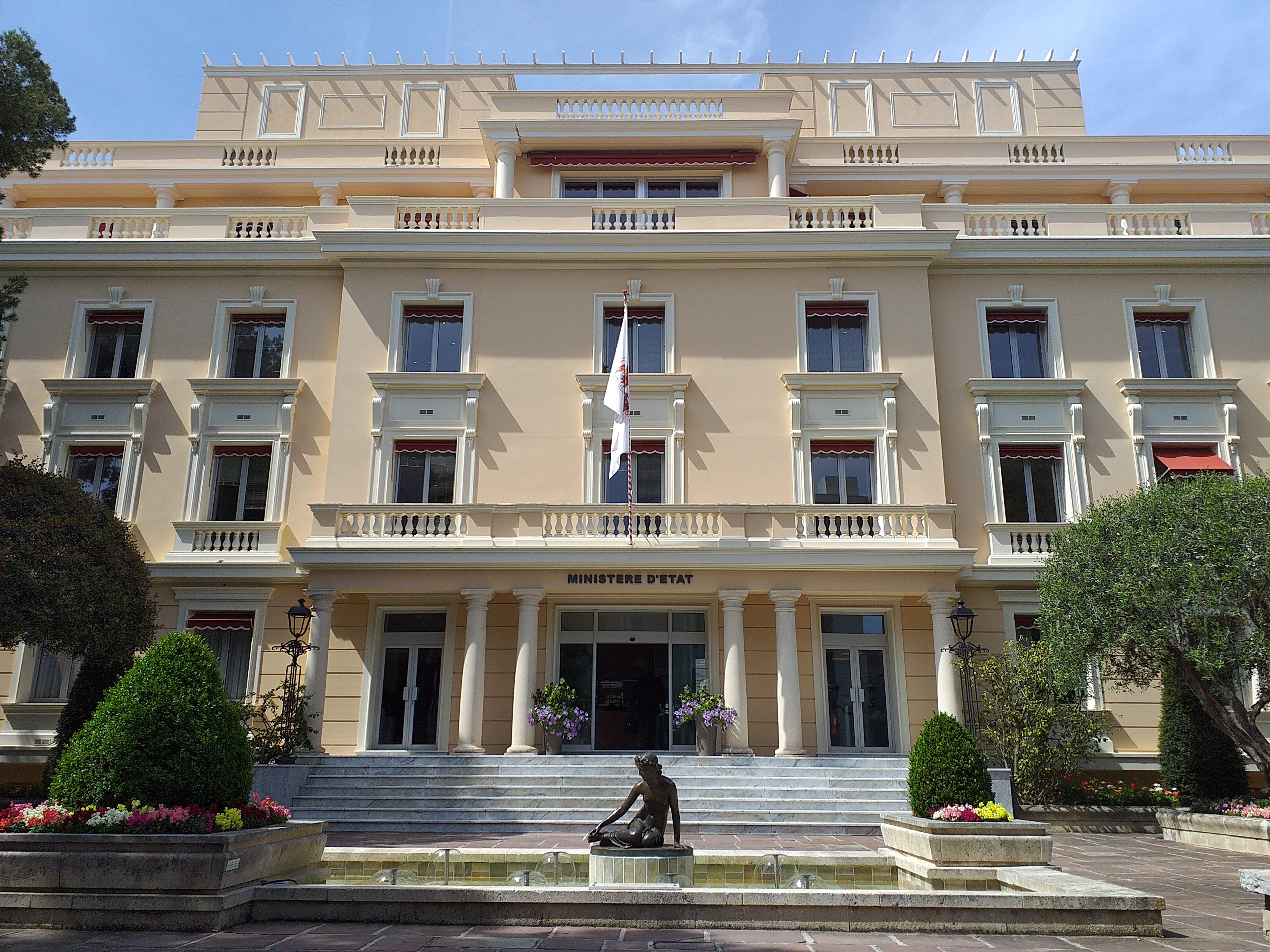
国務省

## 歴代国務大臣
| 代   |  | 氏名                             | 就任                  | 退任                  | 君主                      |
| ---- |  | -------------------------------- | --------------------- | --------------------- | ------------------------- |
| 1    |  | エミール・フラック               | 1911年2月5日          | 1917年12月31日        | アルベール1世 1889-1922   |
| 暫定 |  | ジョルジュ・ジャロウストル       | 1918年1月1日          | 1919年2月19日         | アルベール1世 1889-1922   |
| 2    |  | レイモン・ル・ブルドン           | 1919年2月19日         | 1923年8月11日         | アルベール1世 ルイ2世     |
| 4    |  | モーリス・ピエット               | 1923年8月11日         | 1932年1月             | ルイ2世 1922-1949         |
| 暫定 |  | ヘンリー・モーラン               | 1932年1月             | 1932年6月             | ルイ2世 1922-1949         |
| 5    |  | モーリス・ブイルー・ラフォン     | 1932年6月             | 1937年6月             | ルイ2世 1922-1949         |
| 暫定 |  | ヘンリー・モーラン               | 1937年6月             | 1937年8月             | ルイ2世 1922-1949         |
| 6    |  | エミール・ロブロ                 | 1937年9月15日         | 1944年9月29日         | ルイ2世 1922-1949         |
| 暫定 |  | ピエール・ブランシー             | 1944年9月29日         | 1944年10月13日        | ルイ2世 1922-1949         |
| 7    |  | ピエール・ド・ヴィタス           | 1944年10月13日        | 1948年12月            | ルイ2世 1922-1949         |
| 暫定 |  | ピエール・ブランシー             | 1949年1月4日          | 1949年7月12日         | ルイ2世 レーニエ3世       |
| 8    |  | ジャック・ルエフ                 | 1949年7月12日         | 1950年8月1日          | レーニエ3世 1949-2005     |
| 9    |  | ピエール・ヴォザール             | 1950年8月1日          | 1953年9月2日          | レーニエ3世 1949-2005     |
| 10   |  | ヘンリー・スム                   | 1953年11月15日        | 1959年2月12日         | レーニエ3世 1949-2005     |
| 11   |  | エミール・ペルティエ             | 1959年2月12日         | 1962年1月23日         | レーニエ3世 1949-2005     |
| 暫定 |  | ピエール・ブランシー             | 1962年1月23日         | 1963年8月16日         | レーニエ3世 1949-2005     |
| 12   |  | ジャン・レイモン                 | 1963年8月16日         | 1966年12月28日        | レーニエ3世 1949-2005     |
| 13   |  | ポール・デマンジュ               | 1966年12月28日        | 1969年4月1日          | レーニエ3世 1949-2005     |
| 14   |  | フランソワ＝ディディエ・グレッグ | 1969年4月1日          | 1972年5月24日         | レーニエ3世 1949-2005     |
| 15   |  | アンドレ・サン・ムルー           | 1972年5月24日         | 1981年7月             | レーニエ3世 1949-2005     |
| 16   |  | ジャン・ハーリー                 | 1981年7月8日          | 1985年9月16日         | レーニエ3世 1949-2005     |
| 17   |  | ジャン・オーセイユ               | 1985年9月16日         | 1991年2月16日         | レーニエ3世 1949-2005     |
| 18   |  | ジャック・デュポン               | 1991年2月16日         | 1994年12月2日         | レーニエ3世 1949-2005     |
| 19   |  | ポール・ディジュー               | 1994年12月2日         | 1997年2月3日          | レーニエ3世 1949-2005     |
| 20   |  | ミシェル・レヴェック             | 1997年2月3日          | 2000年1月1日          | レーニエ3世 1949-2005     |
| 21   |  | パトリック・ルクレール           | 2000年3月29日         | 2005年5月1日          | レーニエ3世 アルベール2世 |
| 22   |  | ジャン＝ポール・プルースト       | 2005年5月1日          | 2010年3月29日         | アルベール2世 2005-現在   |
| 23   |  | ミシェル・ロジェ                 | 2010年3月29日         | 2015年12月16日        | アルベール2世 2005-現在   |
| 暫定 |  | ジル・トネリ                     | 2015年12月16日        | 2016年2月1日          | アルベール2世 2005-現在   |
| 24   |  | セルジュ・テレ                   | 2016年2月1日          | 2020年8月31日         | アルベール2世 2005-現在   |
| 25   |  | ピエール・ダルトゥ               | 2020年9月1日          | 2024年9月2日          | アルベール2世 2005-現在   |
| 26   |  | ディディエ・ギヨーム             | 2024年9月2日          | 2025年1月17日         | アルベール2世 2005-現在   |
| 暫定 |  | イザベル・ベロ＝アマデイ         | 2025年1月10日         | （現職）              | アルベール2世 2005-現在   |
| -    |  | クリストフ・ミルマン             | 2025年7月21日就任予定 | 2025年7月21日就任予定 | アルベール2世 2005-現在   |